# Ярлово
Ярлово (болг. Ярлово) — село в Болгарии. Находится в Софийской области, входит в общину Самоков. Население составляет 442 человека.

## Политическая ситуация
В местном кметстве Ярлово, в состав которого входит Ярлово, должность кмета (старосты) исполняет Васил Цанев Миленов (Болгарская социалистическая партия (БСП)) по результатам выборов правления кметства.
Кмет (мэр) общины Самоков — Ангел Симеонов Николов (Болгарская социалистическая партия (БСП)) по результатам выборов в правление общины.

## Достопримечательности
- церкви старая упоминающаяся ещё в 1515 году и новая «Света-Неделя» выстроенная в 1906 году. Неподалёку сохранились также развалины других церквей.

Село расположено в горном массиве Витоша. Из села открывается вид на горы Рила.